# Cal·laghanita
La cal·laghanita és un mineral de la classe dels carbonats. Rep el seu nom en honor del Dr. Eugene Callaghan (1904–1990), director de l'Oficina de Mines de Nou Mèxic, als Estats Units, pel seu treball en els dipòsits de magnesita. El mineral conté magnesi i la seva localitat tipus està situada en un dipòsit de magnesi.

## Característiques
La cal·laghanita és un carbonat de fórmula química Cu₂Mg₂(CO₃)(OH)₆(H₂O)₂. Cristal·litza en el sistema monoclínic. La seva duresa a l'escala de Mohs es troba entre 3 i 3,5.
Segons la classificació de Nickel-Strunz, la cal·laghanita pertany a «05.DA: Carbonats amb anions addicionals, amb H₂O, amb cations de mida mitjana» juntament amb els següents minerals: dypingita, hidromagnesita, giorgiosita, widgiemoolthalita, artinita, indigirita, clorartinita, otwayita, zaratita, kambaldaïta, claraïta, hidroscarbroïta, scarbroïta, caresita, quintinita, charmarita, stichtita-2H, brugnatel·lita, clormagaluminita, hidrotalcita-2H, piroaurita-2H, zaccagnaïta, comblainita, desautelsita, hidrotalcita, piroaurita, reevesita, stichtita i takovita.

## Formació i jaciments
Va ser descoberta a la mina de magnesita Sierra, a la localitat de Gabbs, al districte homònim de Paradise Range, al comtat de Nye, Nevada, Estats Units. També ha estat descrita a diverses localitats austríaques, alemanyes, italianes i dels Estats Units.